# Henderson megye (Texas)
Henderson megye az Amerikai Egyesült Államokban, azon belül Texas államban található. Megyeszékhelye és legnagyobb városa Athens. Lakosainak száma 82 150 fő (2020. április 1.). Henderson megye Kaufman, Van Zandt, Smith, Cherokee, Anderson, Freestone, Navarro és Ellis megyékkel határos.

## Népesség
A megye népességének változása:
| Lakosok száma | 78 655 | 78 680 | 78 939 | 78 675 | 79 545 | 82 150 |
|               | 2010   | 2011   | 2012   | 2013   | 2015   | 2020   |